# 茹特島

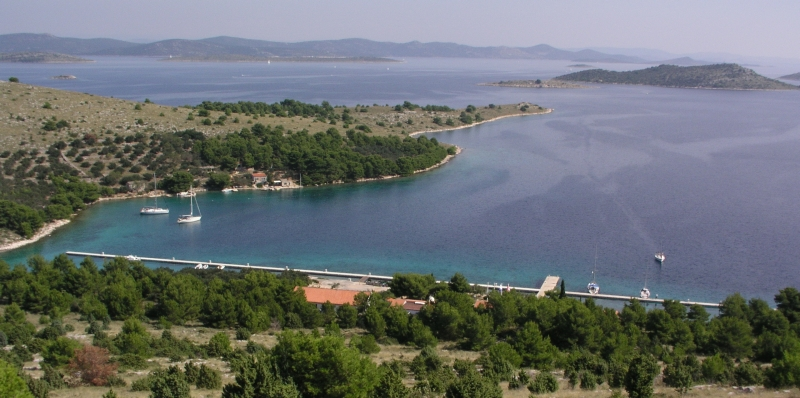

茹特島是克羅地亞的島嶼，位於亞得里亞海，由希貝尼克-克寧縣負責管轄，面積14.82平方公里，海岸線長度45.90公里，最高點海拔高度155米，島上無人居住。
43°52′N 15°19′E / 43.867°N 15.317°E